# مسألة غيتييه
مسألة غيتييه أو إشكالية غيتييه، هي مسألة فلسفية بارزة في مجال الإبستمولوجيا، تتمحور حول فهمنا للمعرفة الوصفية. تُنسب هذه المشكلة إلى الفيلسوف الأمريكي إدموند غيتييه، إذ يطعن مثالا غيتييه المضادين (أو ما يُسمّى بـ «حالاتا غيتييه») في التفسير العريق للمعرفة على أنها اعتقاد حقيقي مبرر (جاي. تي. بي.). يرى التفسير المتمثل في الاعتقاد الحقيقي المبرر أن المعرفة مكافئة للاعتقاد الحقيقي المبرر، وذلك في حال استيفاء جميع الشروط الثلاثة (التبرير، والحقيقة، والاعتقاد) لدى ادعاء معين، حينها نمتلك المعرفة بهذا الادعاء. نشر غيتييه ورقةً مؤلفةً من ثلاث صفحات تحت عنوان «هل يُعد الاعتقاد الحقيقي المبرر معرفةً؟» في عام 1963، حاول غيتييه من خلالها شرح –من خلال مثالين مضادين- الفكرة القائلة بوجود حالات يحمل الأفراد خلالها اعتقادًا حقيقيًا مبررًا بخصوص ادعاء ما مع أنهم يفشلون في معرفته، إذ يعود السبب في ذلك إلى كون الاعتقاد خاطئًا على الرغم من وجود مبرر له. وبالتالي، يدّعي غيتييه أنه بذلك قد أثبت أوجه القصور في هذا التفسير، فهو لا يراعي جميع الشروط الضرورية والكافية للمعرفة.
يُستخدم مصطلح «مشكلة غيتييه» أو «حالة غيتييه» أو حتّى صفة «الغيتييه» في بعض الأحيان لوصف أي حالة رامية إلى نبذ تفسير المعرفة على أنها اعتقاد حقيقي مبرر في مجال الأبستمولوجيا.
تلقّت ورقة غيتييه ردودًا عديدةً، إذ رفض البعض مثالي غيتييه بينما سعى البعض الآخر إلى تقويم تفسير المعرفة المتمثل في الاعتقاد الحقيقي المبرر وتقويض قوة هذين المثالين المضادين. استطاعت مشاكل غيتييه اقتحام مجال التجارب الاجتماعية، حيث دُرست الاستجابات الحدسية للأشخاص المنتميين إلى تكوينات ديموغرافية مختلفة بخصوص حالات غيتييه.

## نبذة تاريخية
تُعتبر المسألة المتعلقة بماهية «المعرفة» مسألةً قديمةً قدم الفلسفة ذاتها. عُثر على أمثلة استهلالية في حوارات أفلاطون، ولا سيما «مينو» (97 أيه – 98 بي) و«الثئيتتس». لم يكن غيتييه أول من أثار هذه المشكلة التي سُمّيت باسمه، إذ اعترف كل من أليكسوس مينونج وبيرتراند راسل بوجود هذه المشكلة، إذ ناقش الأخير هذه المشكلة في كتابه المعرفة الإنسانية: نطاقها وحدودها. في واقع الأمر، عُرفت هذه المشكلة منذ العصور الوسطى، إذ قدّم كل من الفيلسوف الهندي دارموتارا والمنطقي المدرسي بيتر مانتوا أمثلةً على هذه المشكلة.
سُميت حالة راسل بحالة الساعة المتوقفة، وهي على النحو التالي: ترى أليس ساعةً تشير إلى الساعة الثانية فتعتقد أن الساعة الآن هي الثانية، وفي الواقع إنها الساعة الثانية حقًا، لكن هنالك مشكلة: لا تعلم أليس أن الساعة التي تنظر إليها قد توقفت عن العمل منذ اثنتي عشر ساعة، وبذلك تحمل أليس اعتقادًا حقيقيًا ومبررًا بالصدفة. يطرح راسل حلًا لمشكلته هذه. اعتُبرت صياغة إدموند غيتييه للمشكلة أمرًا مهمًا، كونها متزامنة مع بروز أحد أنواع الطبيعانية الفلسفية التي روّج لها ويلارد فان أورمان كواين وغيره، ولأنها استُخدمت بمثابة مبرر للتحول نحو نظريات التبرير الخارجيانية. صرح كل من جون إل. بولوك وجوزيف كروز أن مشكلة غيتييه قد «غيّرت طابع الأبستمولوجيا المعاصرة تغييرًا جذريًا»، وأضافا أنها قد «أصبحت مشكلةً مركزيةً في مجال الأبستمولوجيا بسبب تشكيلها لعائق حقيقي أمام تحليل المعرفة».:13-14

يرفض ألفين بلانتينغا التحليل التاريخي:
وفقًا للمعارف الموروثة للأبستمولوجيا القبلية، تمتع تفسير المعرفة على أنها اعتقاد حقيقي مبرر بمركز أصولي أبستمولوجي حتى عام 1963، أي عندما حطمه إدموند غيتييه... بطبيعة الحال، هنالك مفارقة تاريخية مثيرة للاهتمام هنا: لم يكن من السهل العثور على العديد من العبارات الواضحة حقًا للقيام بتحليل معرفي متعلق بالاعتقاد الصحيح المبرر قبل غيتييه. يبدو الأمر وكأن ناقدًا بارزًا قد خلق أسلوبًا في أثناء تحطيمه لهذا الأسلوب ذاته.:6-7
على الرغم من تصريحه هذا، يقبل بلانتينغا بالفكرة القائلة بوجود بعض الفلاسفة الذين عززوا تفسير المعرفة على أنها اعتقاد حقيقي مبرر قبل غيتييه، ولا سيما كلارنس إرفينغ لويس وألفرد آير.:7

## المعرفة بوصفها اعتقادًا حقيقيًا مبررًا
يتجسد تفسير المعرفة على أنها اعتقاد حقيقي مبرر في الادعاء القائل إن المعرفة قابلة للتحليل من الناحية المفاهيمية بصفتها اعتقاد حقيقي مبرر، أي أنه يُمكن إضفاء معانٍ على بعض الجمل مثل «يعلم سميث أنها أمطرت اليوم» من خلال مجموعة من الشروط التالية، فهي ضرورية وكافية لاكتساب المعرفة:     
               يعرف الموضوع (م) أن الافتراض (ف) حقيقيًا إذا وفقط إذا:
1. (ف) حقيقي، و
2. يعتقد (م) أن (ف) حقيقيًا، و
3. يوجد تبرير لاعتقاد (م) المتمثل بحقيقة (ف).

يُعزى أول تفسير للمعرفة على أنها اعتقاد حقيقي مبرر إلى أفلاطون، رغم أنه عارض هذا التفسير في حوار الثئيتتس (210 إيه). يُعتبر تفسير المعرفة هذا لبّ ما أخضعه غيتييه للنقد.

## مثالا غيتييه المضادان الأصليان
استخدم غيتييه في ورقته مثالان مضادان بغية الادعاء بوجود حالات حقيقية ومبررة للاعتقاد – وبالتالي تستوفي جميع الشروط الثلاثة لتفسير المعرفة على أنها اعتقاد حقيقي مبرر- لكنها لا تظهر على أنها حالات فعلية للمعرفة. وبناء على ذلك، ادعى غيتييه أن أمثلته المضادة تبرهن خطأ تفسير المعرفة على أنها اعتقاد حقيقي مبرر، وبالتالي هنالك حاجة إلى وجود تحليل مفاهيمي مختلف بغية تعقّب ماهية «المعرفة».
تستند حالة غيتييه إلى مثالين مضادين لتحليل الاعتقاد الحقيقي المبرر. يعتمد كل منهما على ادعاءين. أولًا، يستمر هذا التبرير من خلال الاستتباع المنطقي. ثانيًا، ينطبق هذا الأمر على «اعتقاد» سميث المزعوم بشكل متسق. إن كان اعتقاد سميث بـ (ف) مبررًا، وفي حال إدراك سميث أن حقيقة (ف) تستلزم حقيقة (ك)، حينها يصبح اعتقاد سميث بـ (ك) مبررًا أيضًا. يطلق غيتييه على هذين المثالين المضادين اسم «الحالة الأولى» و«الحالة الثانية»:

### الحالة الأولى
لنفترض أن سميث وجونز قدما طلبًا للحصول على وظيفة معينة، ولنفترض أن سميث يمتلك أدلةً قويةً على الافتراض الاقتراني التالي: (د) سيحصل جونز على الوظيفة، ويملك جونز عشر عملات معدنية في جيبه.
قد يكون دليل سميث على (د) متمثلًا بتأكيد رئيس الشركة له أنه سيختار جونز في النهاية، وبإحصاء سميث للعملات المعدنية في جيب جونز قبل عشر دقائق. يستلزم الافتراض (د): (ي) الرجل الذي سيحصل على الوظيفة يمتلك عشر عملات معدنية في جيبه.
لنفترض أن سميث يدرك استلزام (د) لـ (ي)، وبذلك يقبل (ي) على أساس (د)، الذي يمتلك سميث أدلةً قويةً عليه. وفي هذه الحالة، يصبح اعتقاد سميث بحقيقة (ي) مبررًا بشكل واضح.

لنتخيل –علاوةً على ذلك- أن سميث لا يعرف بأنه هو من سيحصل على الوظيفة بدلًا من جونز، وأن سميث لا يعرف بأنه هو من يمتلك عشرة عملات معدنية في جيبه. يصبح الافتراض (ي) حقيقيًا، بينما يصبح الافتراض (د) –الذي استدل سميث (ي) منه- خاطئًا. وبالتالي، يصبح كل ما يلي حقيقيًا في مثالنا هذا: 1) (ي) حقيقي، 2) يعتقد سميث أن (ي) حقيقي، 3) اعتقاد سميث بحقيقة (ي) مبرر. وعلى الرغم من ذلك، يتضح أيضًا أن سميث لا يعرف أن (ي) حقيقي، وذلك لأن (ي) حقيقي بالاستناد إلى عدد العملات المعدنية في جيب سميث، إذ لا يعرف سميث عدد العملات المعدنية الموجودة في جيبه، ويستند في اعتقاده بحقيقة (ي) على عدد العملات المعدنية في جيب جونز، الذي يُعتقد خطأً أنه هو من سيحصل على الوظيفة.

### الحالة الثانية
يُعتبر اعتقاد سميث بحقيقة «امتلاك جونز لسيارة فورد» مبررًا وفقًا لادعاء المتحدث الخفي. وبذلك، يستنتج سميث (بشكل مبرر) (وفقًا لقاعدة الفصل في المقدمة) أن «جونز يمتلك سيارة فورد، أو أن براون في برشلونة»، وذلك على الرغم من عدم امتلاك سميث أي معلومات على الإطلاق حول موقع براون. في واقع الأمر، لا يمتلك جونز سيارة فورد، ولكن براون موجود في برشلونة بالصدفة المحضة. وبذلك، يصبح اعتقاد سميث حقيقيًا ومبررًا مرة أخرى، إلا أنه لا يُعتبر معرفةً. 